# إيرل تي بيكرينغ
إيرل تي بيكرينغ (بالإنجليزية: E. T. Pickering)‏ هو لاعب كرة قدم أمريكية أمريكي، ولد في 6 يناير 1888 في جنيف في الولايات المتحدة، وتوفي في 14 يونيو 1961 في مقاطعة هينيبين في الولايات المتحدة.